# Campeonato Alemán de Fútbol 1905
El Campeonato Alemán de Fútbol 1905 fue la tercera edición de dicho torneo. Participaron 10 equipos campeones de las ligas regionales de fútbol del Imperio alemán más el defensor del título, el Leipzig.

## Fase final

### Primera ronda preliminar
| SC Schlesien Breslavia | 5 – 1 | SC Alemannia Cottbus |

### Segunda ronda preliminar
| Eintracht Braunschweig | 3 – 2 t.s. | Hannover 96 |

| SV Viktoria 96 Magdeburg | No disputado | SC Schlesien Breslavia |

El Schlesien Breslavia no se presentó por el alto costo del viaje.

### Tercera ronda preliminar
| Eintracht Braunschweig | 2 – 1 t.s. | SV Viktoria 96 Magdeburg |

### Cuartos de final
| Eintracht Braunschweig | No disputado | VfB Leipzig |

| Union 92 Berlin | 4 – 1 | Eintracht Braunschweig |

| Karlsruher FV | 1 – 0 | Duisburger SV |

| Dresdner SC | 5 – 3 | SC Victoria Hamburg |

### Semifinales
| Dresdner SC | 2 – 5 | Union 92 Berlin |

El Karlsruher FV 91 se clasificó automáticamente a la final.

### Final
| Union 92 Berlin | 2 – 0 | Karlsruher FV |

|                                    |
| Campeón Union 92 Berlin 1.o título |